# Croix de la Vaillance de l'Armée de l'air (Vietnam)
Pour les articles homonymes, voir Croix de la Vaillance.
La Croix de la Vaillance de l'Armée de l'air (en vietnamien: Phi-Dũng Bội-Tinh) était une décoration militaire du Sud-Viêt Nam décernée pendant les années de la guerre du Viêt Nam. La Croix de la Vaillance de l'Armée de l'air était décernée pour une conduite méritoire ou héroïque lors d'un combat aérien. Cette décoration était comparable à la décoration américaine de l'Air Medal.
Elle était parfois décernée à des membres d'armées étrangères, mais uniquement si l'action de combat aérien avait directement contribué aux efforts de guerre vietnamiens. Les pilotes de l'armée de l'air des États-Unis (US Air Force) se voyaient souvent décerner la Croix de la Vaillance de l'Armée de l'air.
Des décorations distinctes, appelées Croix de la Vaillance et Croix de la Vaillance de la Marine, ont également été décernées pour les services généraux et les exploits navals. Il s'agit de distinctions distinctes de la Croix de la Vaillance de l'Armée de l'air du Viêt Nam, qui se décline en trois grades différents : aile d'or, aile d'argent et aile de bronze.

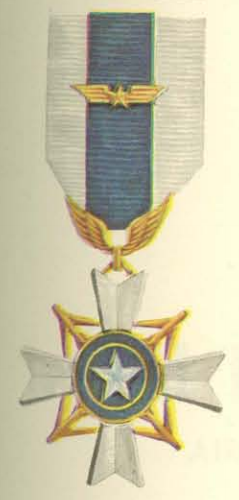
Médaille avec Aile d'or
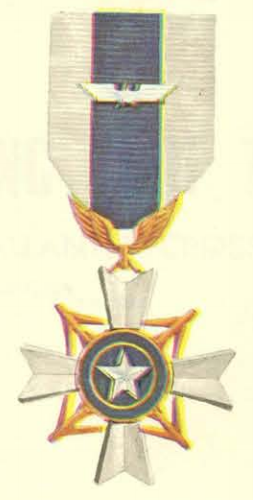
Médaille avec Aile d'argent
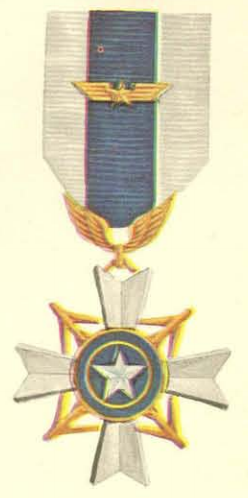
Médaille avec Aile de bronze

Ruban avec Aile d'or
Ruban avec Aile d'argent
Ruban avec Aile de bronze

## Source
- (en) Cet article est partiellement ou en totalité issu de l’article de Wikipédia en anglais intitulé « Air Gallantry Cross » (voir la liste des auteurs).